# Mikkel Hilgart
Mikkel Becker Hilgart (født 26. december 1991) er en dansk skuespiller, som medvirker i TV2-serien "Sygeplejeskolen".
Mikkel Becker Hilgart er uddannet fra Den Danske Scenekunstskole i Aarhus i 2016.

## Filmografi
- Guldkysten (2015)	Missionær Autrup
- Alle for tre (2017)	Receptionist
- Den bedste mand (2017)	Bankassistent
- Lykke-Per (2018)	Ekspedient, herreekvipering
- Undtagelsen (2020)	Daniel
- Viften (2023) Auktionarius